# SIMBAD
SIMBAD(Set of Identifications, Measurements, and Bibliography for Astronomical Data)는 태양계 너머에 있는 천체들을 정리한 데이터베이스이다. 프랑스 스트라스부르 천문학 자료 센터(Centre de Données astronomiques de Strasbourg, CDS)가 관리를 맡고 있다.
SIMBAD는 1979년 프랑스 무돈 소재 CSI(Catalog of Stellar Identifications)와 BSI(Bibliographic Star Index)를 통합하여 만든 것이며, 기타 학술 논문 및 추가 자료를 덧붙여 보강했다. 버전 2로 알려진 최초의 온라인판은 1981년 제작되었다. 버전 3는 C 언어로 개발되었으며 1990년 가동을 시작했으며 스트라스부르 천문대 소재 유닉스 컴퓨터로 구동 중이다. 2006년 가을 버전 4 및 지원 소프트웨어가 개발되었으며 현재 PostgresQL에 저장되어 있다. 자바 언어로 모든 프로그램이 작성되어 있다.
2017년 3월 20일자로 SIMBAD에는 2456만 9897개의 식별자, 911만 3921개의 천체, 32만 8647개의 서지 목록, 1558만 132개의 서지 인용이 실려 있다.
소행성 4692 SIMBAD(1983 VM7)는 SIMBAD의 수립을 기념하여 붙인 이름이다.